# Peter Ramage
Peter Ramage (Ashington, 22 novembre 1983) è un allenatore di calcio ed ex calciatore inglese,  di ruolo difensore ed attuale vice allenatore dei Phoenix Rising.

## Palmarès

### Competizioni nazionali
- Campionato inglese di seconda divisione: 1

QPR: 2010-2011

### Competizioni internazionali
- Coppa Intertoto UEFA: 1

Newcastle: 2006